# Mosze Mizrachi (reżyser)
Mosze Mizrachi, Moshé Mizrahi (hebr. ‏משה מזרחי‎; ur. 5 września 1931 w Aleksandrii, zm. 3 sierpnia 2018 w Tel Awiwie) – izraelski reżyser i scenarzysta filmowy tworzący także we Francji.

## Życiorys
Był twórcą czternastu filmów. Największy sukces odniósł Życie przed sobą (1977; znany także pod tytułem Madame Rosa), który został nagrodzony Oscarem dla najlepszego filmu nieanglojęzycznego. Dwa inne filmy reżysera: Kocham cię, Rosa, (1972) i Dom przy ulicy Chelouche (1973) były nominowane do Oscara w tej samej kategorii. W późniejszych latach nakręcił jeszcze m.in. filmy: Wojna i miłość (1985), Zawsze, gdy mówimy żegnaj (1986; znany także pod tytułem Niechciane rozstania), Gwoździk (1988).

## Filmografia
- Weekend w Galilei (2007)
- Naszim (1996)
- Warburg: A Man of Influence (miniserial 1992)
- Gwoździk (1998)
- Za każdym razem, kiedy mówimy do widzenia (1986)
- Wojna i miłość (1985)
- Une Jeunesse (1983)
- La Vie continue (1981)
- Droga nieznajoma (1980)
- Życie przed sobą (1977)
- Rachel’s Man (1974)
- Córki! Córki! (1973)
- Dom przy ulicy Chelouche (1973)
- Kocham cię, Rosa (1972)
- Les Stances à Sophie (1971)
- Klient w martwym sezonie (1970)
- Laure (serial TV 1969)